# São José dos Carpinteiros (diaconia)
São José dos Carpinteiros é uma diaconia instituída em 18 de fevereiro de 2012, pelo Papa Bento XVI. Sua igreja é uma quase-paróquia do título de São Marcos. Sua igreja titular é San Giuseppe dei Falegnami.

## Titulares protetores
- Francesco Coccopalmerio (2012-2022); título pro hac vice (desde 2022)